# حمدة (عمران)
حمده هي إحدى قرى الجمهورية اليمنية. تتبع جغرافيا لمحافظة عمران وإداريًا لمديرية ريده. يبلغ تعداد سكانها 6062 نسمة حسب الإحصاء الذي أجري عام 2004. من اجمل المناطق في الجمهوريه اليمنيه ومن ابرز شخصياتها ، المقدم إبراهيم الحمدي ( رئيس سابق للجمهورية العربية اليمنيه) ، والسفير صالح السريحي ( كاتب المقالات المشهوره بعنوان (اليمن في عيون الآخرين Yemen on eyes of others ).